# Transizione (meccanica quantistica)
Una transizione, in meccanica quantistica, è un cambiamento di stato
di un sistema quantomeccanico. Una transizione fra stati quantomeccanici a diverso livello energetico
può avvenire solo grazie ad assorbimento o cessione da parte del sistema della giusta energia, pari alla differenza energetica fra i due stati implicati, solitamente sotto forma di radiazione elettromagnetica.
A seconda dei diversi tipi di stati quantomeccanici implicati, si riscontrano in corrispondenza diversi tipi di transizioni:
- Transizioni elettroniche
- Transizioni vibrazionali
- Transizioni rotazionali